# های‌فای (فناوری)
وفاداری بالا (به انگلیسی: High fidelity) یا های-فای (به انگلیسی: hi-fi) عبارتی است که شنوندگان استریوهای خانگی و علاقه‌مندان به صدای خانگی برای دست یافتن به بیشترین کیفیت تولید صدا برای تشخیص آن از صداهای ضعیف‌تر که به وسیلهٔ دستگاه‌های ارزان قیمت تولید صدا به وجود می‌آیند. در واقع، ابزار صدای شبیه به اصل دارای کمترین مقدار نوفه و اعوجاج در امواج و دقیقترین پاسخ فرکانسی است.
فناوری ضبط با کیفیت بالای صدا یا تصویر است که این صداها یا تصاویر ثبت شده شباهت زیاد به اصل خود دارند.
اولین تلاش‌ها برای استاندارد کردن آن در سال ۱۹۶۶ توسط مؤسسه استاندارد (Deutsches Institut für Normung (DIN f با استاندارد DIN 45500 بود. مصوبه DIN 45500 به عنوان مجهز کنندهٔ خریداران تجهیزات صوتی که این اطمینان را می‌داد که این ابزار قادر به انتشار با بهترین کیفیت است. این نظریه بیان می‌کند که فقط استریوهایی اجازهٔ استاندارد را دارند، می‌توانند از نشان hi-fi استفاده کنند. این استاندارد با نیت خوبی شروع به کار می‌کرد اما نیمه موفق بود. در عمل عبارت hi-fi برای تولید صدا به‌طور غلط به کار برده شد، به طوری که نمی‌توانست از لحاظ مختلف مشخصات اساسی استاندارد DIN را نمایان کند.

## تاریخچه
در حدود ۱۹۳۰، آزمایشگاه بل آزمایش‌های گسترده‌ای در رابطه با روش‌های ضبط انجام داد. در سال ۱۹۳۱ و ۱۹۳۲ اجرای برنامهٔ لئوپولد استوکوفسکی در ارکستر فیلادلفیا به وسیلهٔ خطوط تلفن بین آکادمی موسیقی فیلادلفیا و آزمایشگاه بل در نیوجرسی ضبط شد. بعضی از ضبط کردن‌های چند بانده بر روی فیلم‌های صوتی نوری انجام شد که منجر به استفاده از پیشرفت‌هایی برای لوین توسط ام‌جی‌ام (در سال ۱۹۳۷) و استودیوهای قرن بیستم (در سال ۱۹۴۱) شد. در حدود سال ۱۹۴۱ شرکت آرسی‌ای رکوردز شروع به ضبط برنامه‌هایی با صدای نوری کرد که نتیجهٔ آن دستیابی به دیسک‌هایی با سرعت ۷۴ آرپی‌ام بود.
بعد از جنگ جهانی دوم چندین اختراع شرایطی را به برای پیشرفت‌های بزرگ در کیفیت شبیه به اصل به شرح زیر ایجاد کرد:
- نوارهای ضبط صوت حلقه به حلقه که بر اساس تکنولوژی یافته شده در آلمان پس از جنگ جهانی بود. به هنرمندان موسیقی از جمله Bing Crosby کمک کرد تا صداهایی ضبط کنند و منتشر کنند که شباهتی بهتر به اصل داشت.
- دست یافتن به ۳۳⅓ آرپی‌ام بیشتر در پخش نواری‌های گرامافون با اعوجاج سطحی کمتر و دارای منحنی برابری به عنوان مشخصهٔ کمی است. طرفداران موسیقی‌های کلاسیک کسانی که ایده پردازان فروشگاه موسیقی بودند به سرعت lp پذیرفتند؛ زیرا بر خلاف ضبط‌های قبلی زیرا بیشتر موسیقی‌های کلاسیک با روی تک lp fi به درستی جواب دادند.